# Triglav (zdravstvena zavarovalnica)
TRIGLAV, Zdravstvena zavarovalnica je bila zdravstvena zavarovalnica, organizirana kot delniška družba. Sedež družbe je bil najprej na Ferraski ulici 10 v Kopru, potem se je preselila na Pristaniško ulico 10 v Kopru in nazadnje na Dunajsko cesto 22 v Ljubljani. Družba je bila v 100% lasti Zavarovalnice Triglav. Z ukinitvijo doplačil k zdravstvenim storitvam leta 2023, je zavarovalnica morala prenehati z izvajanjem dopolnilnega zdravstvenega zavarovanja. 1. oktobra 2024 se je družba pripojila Zavarovalnici Triglav.

## Dejavnost
Zavarovalnica izvaja zdravstvena zavarovanja. Družba je članica Slovenskega zavarovalnega združenja in je sprejela Zavarovalni kodeks.
Zavarovalnica je od leta 2003 vključena v sistem Kartice zdravstvenega zavarovanja, od leta 2009 pa je vključena v sistem On-line ZZ
Zavarovanja:
- dopolnilno zdravstveno zavarovanje,
- zavarovanje zdraviliškega zdravljenja po poškodbah,
- dodatno zavarovanje za primer smrti zaradi nezgode
- zavarovanje zdraviliškega zdravljenja po poškodbah v prometni nesreči
- zavarovanje nadomestil

Ključni podatki o poslovanju:
| Leto | Zbrana premija (mio EUR) | Tržni delež (%) |
| ---- | ------------------------ | --------------- |
| 2010 | 73                       | 3,47            |
| 2009 | 67,3                     | 3,24            |
| 2008 | 59,3                     | 2,94            |
| 2007 | 51,6                     | 2,73            |